# 貞靜皇后
貞靜皇后程氏（？—？），建王、南唐定宗李恪妻。李恪是唐憲宗第八子，但《舊五代史》認為南唐皇室自稱為唐玄宗之子永王李璘的後代，而《資治通鑒》認為南唐皇室自稱為唐太宗之子吳王李恪的後代。
她事跡不詳，只知她嫁與南唐定宗，封貞妃及生南唐成宗李超。昇元三年（939年），李昪即南唐皇帝位，尊封李恪諡號孝靜皇帝，廟號定宗。而程氏就被上諡號貞靜皇后。